# Hans Adrian
Hans Adrian (* 20. März 1890 in Bern; † 23. August 1979 ebenda) war ein Schweizer Geologe.
Adrian promovierte 1914 bei Armin Baltzer über die Geologie des Kandertals und wandte dabei die neue Deckenlehre an. Nach zwei Jahren Assistenz bei Paul Arbenz suchte er bis 1925 für die Royal Dutch Petroleum Company Erdöl in Mexiko und Ecuador. Ab 1933 arbeitete Adrian für die Naturforschende Gesellschaft in Bern. Er veröffentlichte Wissenschaftliches und Literarisches, war Lehrer im Landschulheim Oberried bei Belp und an der Knabensekundarschule Bern und von 1956 bis 1962 Konservator am Naturhistorischen Museum Bern und bis 1970 Assistent. Adrian war künstlerisch begabt und schuf geologische Kartierungen, Profile und Reliefs, Panoramen, Beiträge in Handarbeit und Schulreform und 1967 das Werk Steine und Berge.
Ein Teilnachlass befindet sich in der Burgerbibliothek Bern.